# Ectropothecium kinabaluense
Ectropothecium kinabaluense är en bladmossart som beskrevs av Hugh Neville Dixon 1941. Ectropothecium kinabaluense ingår i släktet Ectropothecium och familjen Hypnaceae. Inga underarter finns listade i Catalogue of Life.